# Justicia hylaea
Justicia hylaea är en akantusväxtart som beskrevs av Emery Clarence Leonard. Justicia hylaea ingår i släktet Justicia och familjen akantusväxter. Inga underarter finns listade i Catalogue of Life.